# Picrostigeus recticauda
Picrostigeus recticauda är en stekelart som först beskrevs av Thomson 1897.  Picrostigeus recticauda ingår i släktet Picrostigeus och familjen brokparasitsteklar. Arten är reproducerande i Sverige. Inga underarter finns listade i Catalogue of Life.